# Marienschule der Ursulinen
Folgende Schulen wurden oder werden als Marienschule der Ursulinen bezeichnet:
- Marienschule Bielefeld
- Marienschule Offenbach (bis zum Weggang der Ursulinen im Jahr 2017)